# Una città galleggiante
Una città galleggiante (Une ville flottante) è un romanzo di Jules Verne, pubblicato nel 1871. 
Il romanzo è la cronaca di una traversata dell'Atlantico compiuta a bordo di un'enorme nave passeggeri transatalantico, il Great Eastern (realmente esistito). A bordo c'è una vera e propria società, con i suoi personaggi, le loro disavventure, le loro tragedie, i loro amori e gli scioglimenti drammatici. Il narratore è uno di questi passeggeri.